# 筑摩御厨
筑摩御厨（つくまのみくりや）は、近江国坂田郡（現在の滋賀県米原市）にあった御厨。

## 概要
琵琶湖の畔にあり、早くから朝廷に鮒や鱒、その加工品などを供給していた。天智天皇の時代に設置されたとする説もある。元は大膳職の管轄であったが、延暦19年（800年）以降は内膳司に移された。その長である御厨長は膳部に属する雑色の中から選ばれ、定数1名任期6年であったことが知られ、その下に40名の贄人が置かれていた。だが、贄人制度の紊乱などから供給体制に支障をきたすようになり、延久2年2月14日（1070年3月28日）に廃止され、残された贄人の一部はその免田を供御田として朝廷に認められることで、供御人として再編成されて朝廷に魚類などを供給することになった。また、その一部は日吉社領になったとする説もある。